# Christian Fredrik Drechsel
Christian Fredrik Drechsel, född 1854, död 1927, var en dansk sjöofficer och fiskeriman.
Drechsel blev sekondlöjtnant 1874, kapten 1889, och erhöll avsked med kommendörs titel 1906. Han var 1887-1907 danska statens konsulent i fiskerifrågor, och deltog i förberedelserna för grundandet av det internationella rådet för havsforskning. Drechsel har utgett Oversigt over vore Saltvandsfiskerier (1890).